# Saxen
Saxen é um município da Áustria localizado no distrito de Perg, no estado de Alta Áustria.